# Умершие в апреле 2008 года
Это список известных людей, соответствующих установленным критериям значимости (см. Википедия:Критерии значимости персоналий), умерших в апреле 2008 года.
Причина смерти указывается лишь в исключительных случаях (убийство, самоубийство, гибель в результате военных действий, смертная казнь, ДТП или несчастные случаи). В остальных случаях — не указывается.

## Список
- 1 апреля — Лев Дёмин (85) — советский и российский востоковед.
- 1 апреля — Томко, Егор Андреевич (72) — советский военачальник, Герой Советского Союза, вице-адмирал[1].
- 2 апреля — Сатар, Якуп (110) — последний турецкий ветеран Первой мировой войны.
- 3 апреля — О'Брайен, Брендан (67) — ирландский музыкант, вокалист группы The Dixies; инфаркт[2].
- 3 апреля — Алексей Трошин (82) — Герой Советского Союза.
- 4 апреля — Майкл Уайт (59) — австралийский психолог, основатель нарративного подхода в психотерапии.
- 5 апреля — Борис Розенфельд (90) — советский математик, историк математики.
- 6 апреля — Янис Бриедис (77) — советский и латвийский оператор игрового и документального кино.
- 6 апреля — Хестон, Чарлтон (84) — американский актёр, лауреат премии «Оскар»; болезнь Альцгеймера[3].
- 7 апреля — Юлий Анненков (88) — русский писатель-прозаик и драматург.
- 7 апреля — Виталий Боровой (92) — священник Русской Православной Церкви, протопресвитер.
- 7 апреля — Вагид Гаджиев (80) — азербайджанский ученый, доктор биологических наук.
- 7 апреля — Толубеев, Андрей Юрьевич (63) — русский актёр; тяжёлая продолжительная болезнь[4].
- 8 апреля — Румянцева, Надежда Васильевна (77) — советская актриса; продолжительная болезнь[5].
- 8 апреля — Людвик Хасс (89) — польский историк-марксист, троцкист.
- 9 апреля — Даниэла Клеменшиц (25) — австрийская теннисистка.
- 10 апреля — Ибрагимов, Гусейн Мамедали оглы (88) — народный писатель Азербайджана.
- 10 апреля — Коррипио Аумада, Эрнесто (89) — мексиканский кардинал[6].
- 11 апреля — Римма Быкова (81) — актриса, режиссёр. Народная артистка РСФСР.
- 12 апреля — Киселёв, Лев Львович (72) — российский учёный, молекулярный биолог, академик РАН,научный руководитель программы «Геном человека»[7]
- 13 апреля — Татьяна Бернштам (72) — советский и российский этнограф, этнолог и фольклорист.
- 13 апреля — Мишарин, Александр Николаевич (69) — российский драматург, сценарист, прозаик, заслуженный деятель искусств России[8].
- 13 апреля — Уилер, Джон Арчибальд (96) — американский физик; пневмония[9].
- 13 апреля — Пугачёва, Валентина Ивановна (72) — советская и российская актриса[10].
- 15 апреля — Григорий (Афонский) (82) — епископ Православной Церкви в Америке, архиепископ Ситкинский и Аляскинский.
- 15 апреля — Мельниковская, Ольга Николаевна (86) — советский и российский учёный-археолог.
- 16 апреля — Лоренц, Эдвард Нортон (90) — американский математик и метеоролог[11].
- 17 апреля — Алексей Калабин (88) — Герой Советского Союза.
- 17 апреля — Крахмальникова, Зоя Александровна (79) — советская писательница, правозащитница, диссидентка[12].
- 17 апреля — Носов, Виктор Васильевич (67) — советский футболист, защитник, советский и украинский футбольный тренер. Мастер спорта СССР, заслуженный тренер Украины[13].
- 17 апреля — Эме Сезер (94) — мартиникский поэт и драматург.
- 17 апреля — Танич, Михаил Исаевич (84) — советский и российский поэт-песенник, основатель группы «Лесоповал»[14].
- 18 апреля — Вадим Черняк (73) — советский и российский поэт, журналист, автор нескольких книг о шахматах.
- 18 апреля — Джой Пейдж (83) — американская актриса, пневмония.
- 19 апреля — Лопес Трухильо, Альфонсо (72) — колумбийский кардинал, председатель Папского совета по делам семьи (с 1990); диабет[15].
- 22 апреля — Хадаравичюс, Аудрис Мечисловас (72) — советский и литовский актёр театра и кино[16].
- 22 апреля — Олег Хрусталёв (72) — российский и советский физик-теоретик.
- 23 апреля — Бадиков, Виктор Владимирович (68) — казахстанский критик и литературовед. Доктор филологических наук, профессор, член Союза писателей Республики Казахстан.
- 23 апреля — Жан-Даниэль Кадино (64) — французский режиссёр и продюсер, автор множества фильмов в жанре гей-порнографии[17].
- 23 апреля — Митяев, Анатолий Васильевич (84) — советский и российский детский писатель, редактор журнала «Мурзилка» в 1960—1972[18].
- 25 апреля — Евгений Сергеев (52) — советский и российский военный деятель, подполковник войск специального назначения. Герой Российской Федерации.
- 26 апреля — Фейгин, Моисей (103) — российский художник, самый старый работающий профессиональный художник в истории[19].
- 26 апреля — Татьяна Бабушкина (60) — русский педагог, один из зачинателей клубной педагогики, член Петровской академии наук и искусств; трагически погибла.
- 27 апреля — Вениамин Кельман (93) — советский физик-экспериментатор.
- 29 апреля — Хофманн, Альберт (102) — швейцарский учёный, «отец» ЛСД[20].
- 29 апреля — Эге, Юлие (64) — норвежская актриса и модель; рак груди[21].
- 30 апреля — Павел Сирагов (86) — Герой Советского Союза.
- 30 апреля — Фёдор Фоменков (86) — Герой Советского Союза.